# Capen (cratera)
Capen é uma cratera marciana. Tem como característica 70 quilômetros de diâmetro. O seu nome é em homenagem a Charles Capen, um astrónomo estadunidense.